# Javier Marín Ortega
Javier Marín Ortega (San Fernando (Cádiz); 21 de diciembre de 1992) es un baloncestista español. Juega de base y su actual equipo es el CB Morón de la Primera FEB. Es hermano del también baloncestista, Alo Marín.

## Trayectoria
Javi Marín se formó en las categorías del CB Cimbis de su localidad natal. Tras dos temporadas en liga EBA con el conjunto isleño, en la temporada 2013/14 Marín recala en el CAM Enrique Soler como jugador vinculado al Club Melilla Baloncesto. En el conjunto colegial estuvo dos temporadas, que compaginó con los entrenamientos del conjunto azulino. 
Su buen hacer con el conjunto de Javi Nieto le valió para que en verano de 2015, el Aceitunas Fragata Morón lo incorporase para su proyecto en LEB PLATA. En el cuadro sevillano jugó durante tres temporadas, siendo una pieza importante en las tres presencias consecutivas en los playoffs de ascenso a LEB ORO del equipo moronero.
En el verano de 2018 firma por el Club Melilla Baloncesto de la liga LEB Oro. De esta manera el jugador vuelve a Melilla, tras jugar hace algunas temporadas en el CAM Enrique Soler como jugador vinculado del Decano, pero ahora como jugador de la primera plantilla azulina.
El 8 de agosto de 2021, firma como jugador del Club Ourense Baloncesto de la Liga LEB Plata.
El 12 de agosto de 2022, firma por el Damex UDEA Algeciras de la Liga LEB Plata.
El 19 de agosto de 2024, firma por el CB Morón de la Primera FEB. 

## Equipos
- CB Cimbis. Liga EBA. (2011-2013)
- CAM Enrique Soler. Liga EBA. (2013-2015)
- CB Morón. LEB Plata. (2015-2018)
- Club Melilla Baloncesto. LEB Oro. (2018-2021)
- Club Ourense Baloncesto. LEB Plata. (2021-2022)
- Damex UDEA Algeciras. LEB Plata. (2022-2024)
- CB Morón. Primera FEB. (2024-actualidad)